# Штайнрайх
Штайнрайх (нем. Steinreich) — община в Германии, в земле Бранденбург.
Входит в состав района Даме-Шпревальд. Подчиняется управлению Гольсенер Ланд. Население составляет 568 человек (на 31 декабря 2010 года). Занимает площадь 41,71 км².
| Год  | Население |
| ---- | --------- |
| 2005 | 637       |
| 2010 | 583       |

- Kirche in Schenkendorf
- Gaststätte in Sellendorf
- Rittergut Sellendorf um 1860, Sammlung Alexander Duncker